# Lepthyphantes kolymensis
Lepthyphantes kolymensis là một loài nhện trong họ Linyphiidae.
Loài này thuộc chi Lepthyphantes. Lepthyphantes kolymensis được Andrei V. Tanasevitch & Kirill Yuryevich Eskov miêu tả năm 1987.